# Derbi II de Tirana
El Derbi II de Tirana (en albanés: Derby II) es el partido de fútbol que enfrenta a los equipos Dinamo Tirana con el KF Tirana, dos de los equipos más exitosos de la capital Tirana en Albania.

## Historia
El primer partido entre ambos equipos se dio en 1950 con victoria para el Dinamo por 1-0 de visitante, donde el Tirana domina en el historial en los partidos de liga mientras que el Dinamo lleva la ventaja en los partidos de copa.

### Título de la Vergüenza
El 24 de junio de 1967 el Tirana y el Partizani se enfrentaron en la jornada 19 de la temporada 1967. Al finalizar el partido terminó 2:1 para el Tirana. Los aficionados se fueron tranquilamente del estadio, y los jugadores abandonaron el campo hacia los vestidores, donde dos jugadores rivales tuvieron un intercambio verbal.
La sorpresa sucedío en el encabezado del periódico a la mañana siguiente, el cual decía: "Debido a una decisión directa de la AFA, el partido entre Tirana y Partizani terminó 0:3 por abandono, le restaron 3 puntos a cada equipo y perdieron por abandono los partidos restantes de la temporada!" Muchos preguntaron: "que pasó, el partido se jugó, tuvo muchas emociones y los aficionados vieron el partido con el resultado. Qué hicieron los equipos para recibir un trato tan duro?"
Sin embargo días después quedó claro: la decisión de expulsar a ambos clubes fue tomada directamente del Ministerio de Asuntos Exteriores y pasó a la AFA para su ejecución. Dado que Partizani estaba fuera de la pelea por el título debido a una gran diferencia de puntos y la única forma en que Dinamo podía obtener el título era castigando al Tirana, que eran líderes de la tabla en este momento, finalmente encontraron la excusa en ese pequeño intercambio verbal que tuvieron dos jugadores después del partido. La verdad es que simplemente no podían soportar el hecho de que KF Tirana estaba a punto de lograr el tercer título consecutivo, en lugar de Partizani o Dinamo. El día en que se entregó el trofeo del campeonato, Skënder Jareci, el director técnico del Dinamo, no se lo llevó en la tradicional vuelta de honor, ¡citando que el Dinamo realmente no merecía ese título!
Al perder ese partido y perder los siguientes 3 partidos restantes, el Dinamo ganaría automáticamente suficientes puntos para superar a Tirana y ganar el título. Fue una vergüenza para el fútbol albanés, tanto que incluso la UEFA todavía se abstiene de reconocer al Dinamo campeón de ese año. La temporada siguiente, debido a la farsa de la descalificación, la UEFA le negó la entrada al Dinamo a la Copa de Europa; sus oponentes, el Eintracht Braunschweig, clasificó por walkover y finalmente llegaron a los cuartos de final.

## Estadísticas

### Kategoria Superiore
| Torneo              | Partidos | Tirana | Empates | Dinamo | Goles del Tirana | Goles del Dinamo |
| ------------------- | -------- | ------ | ------- | ------ | ---------------- | ---------------- |
| Kategoria Superiore | 141      | 60     | 34      | 47     | 213              | 182              |

### Copa de Albania
| Torneo          | Partidos | Tirana | Empates | Dinamo | Goles del Tirana | Goles del Dinamo | Desempates del Tirana | Desempates del Dinamo |
| --------------- | -------- | ------ | ------- | ------ | ---------------- | ---------------- | --------------------- | --------------------- |
| Copa de Albania | 31       | 9      | 6       | 16     | 32               | 44               | 7                     | 10                    |